# Candidatura de Glasgow aos Jogos Olímpicos de Verão da Juventude de 2018
Glasgow 2018 foi uma candidatura da cidade de Glasgow e da Associação Olímpica Britânica para acolher os Jogos Olímpicos da Juventude de 2018.

## História

### Fase de apresentação de candidatura
O anúncio da candidatura foi feito a 19 de Setembro de 2011. Antes mesmo das Olimpíadas da Juventude, a cidade de Glasgow recebeu os Jogos da Commonwealth de 2014, que a cidade viu como importante para tentar ser sede dos JOJ. Em Abril de 2012, Glasgow foi galardoada a organização dos Campeonatos Europeus de Natação IPC de 2015. No dia 28 de Junho de 2012, a assembleia-municipal de Glasgow aprovou unanimemente a candidatura de Glasgow 2018.
Entretanto, no futebol, Escócia, País de Gales e República da Irlanda tentaram candidatar-se ao UEFA Euro 2020, sem sucesso devido à decisão da UEFA em organizar o evento descentralizado, em diversas cidades europeias.
Em Julho de 2012, Glasgow 2018 formou a sua comissão de candidatura, liderado pelo Presidente Colin Moynihan. Shona Robison, ministro escocês para os Jogos da Commonwealth, e Gordon Matheson, líder da assembleia-municipal de Glasgow, também estiveram na comissão. O primeiro-ministro britânico David Cameron confirmou o seu apoio também nesse mês.

### Fase final de candidatura
No dia 13 de Fevereiro de 2013, o COI confirmou Glasgow como uma das três cidades finalistas na corrida à sede das Olimpíadas da Juventude de 2018. Mais tarde, a 13 de Junho do mesmo ano, a Comissão de Avaliação do COI divulgou o seu relatório das candidaturas, concluindo que a cidade escocesa representava um risco mínimo. Nesse mesmo mês, Glasgow 2018 assegurou que se fosse eleita, os jovens estariam envolvidos no Comité Organizador.
Uma semana antes da eleição da cidade-sede das Olimpíadas da Juventude de 2018, Glasgow foi anunciada como sede dos Campeonatos Europeus de Judo de 2015.
A 4 de Julho de 2013, Glasgow acabou por não chegar à segunda e derradeira fase de votação da cidade-sede dos JOJ 2018, na qual Buenos Aires viria a bater Medellín.

## Candidaturas anteriores

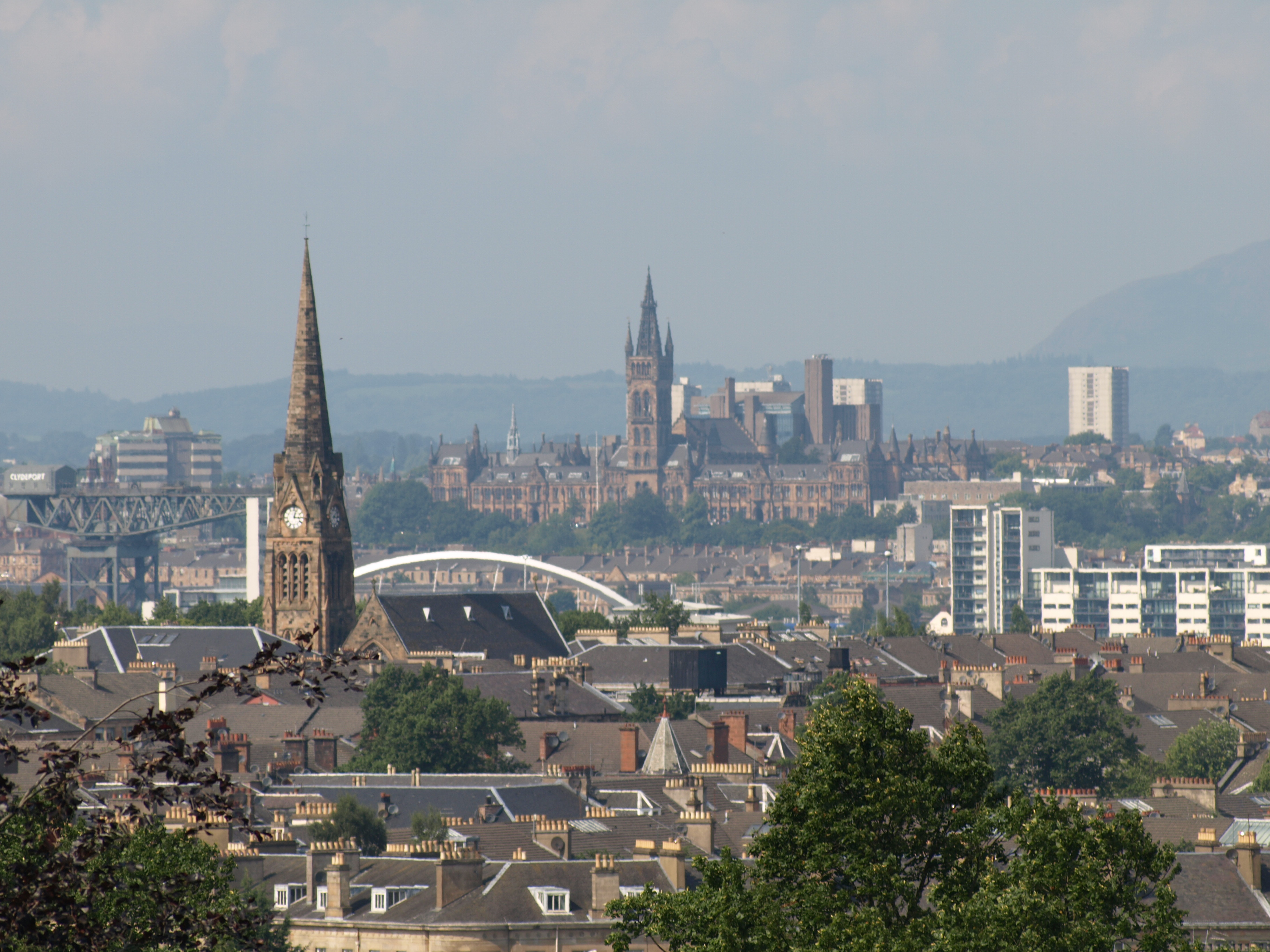
Vista dos lados Sul e Ocidental de Glasgow, e do Queen's Park

Esta foi a primeira candidatura de Glasgow a sediar Olimpíadas, embora outras cidades britânicas o tenham tentado fazer: Londres conseguiu ganhar a sede de quatro Jogos Olímpicos: 1908, 1944 (cancelados devido à Segunda Guerra Mundial), 1948 e 2012. Birmingham, por seu turno, tentou acolher os Jogos Olímpicos de Verão de 1992, perdendo para Barcelona. Manchester candidatou-se aos Jogos de 1996 e 2000, que foram contudo realizados em Atlanta e Sydney, respectivamente.